# Emisia de raze X indusă de particule
Emisia de raze X indusă de particule sau emisia de raze X indusă de protoni (engleză Particle-Induced X-ray Emission sau Proton Induced X-ray Emission — PIXE) este tehnica folosită în determinarea compoziției în elemente a unui material sau probă de analiză. Când un material este expus la un fascicul ionizant, interacțiile atomice pot să apară emițând radiații electromagnetice de lungimi de undă în zona razelor X al spectrului electromagnetic specific unui element chimic. PIXE este o puternică și non-distructivă tehnică de analiză elementală, acum folosită în mod curent de geologi, arheologi, conservatori de artă și alții pentru a ajuta în obținerea de răspunsuri cu privire la proveniență, vechime și autenticitate.
Tehnica a fost propusă pentru prima oară în 1970 de către Sven Johansson (Universitatea Lund, Suedia) și dezvoltată în următorii anii împreună cu colegii săi Roland Akselsson și Thomas B. Johansson.
Extinderi recente ale PIXE folosind fasciculi puternic focalizați (până la 1 μm) oferă capacități adiționale analizei microscopice. Acestă tehnică, numită microPIXE, poate fi folosită pentru a determina distribuția elementelor tranzitive dintr-o gamă largă de probe. O tehnică înrudită, emisia de raze gama indusă de particule (engleză Particle-Induced Gamma-ray Emission — PIGE) poate fi folosită pentru a detecta unele elemente ușoare.